# Azad Cachemira
Azad Cachemira o Cachemira Azad (en urdu: آزاد کشمیر y en inglés: State of Azad Jammu and Kashmir, literalmente Cachemira Libre) es un estado autogobernado ubicado en la zona administrada por Pakistán del antiguo estado de Jammu y Cachemira que perteneció al Raj británico. 'Azad' significa 'libre' en urdu. Cachemira Azad no forma constitucionalmente parte de Pakistán en espera de la resolución del contencioso por Cachemira entre India y Pakistán. Una línea de control lo separa del sector administrado por India, denominado Jammu y Cachemira, mientras que al norte limita con el otro sector bajo control pakistaní: Gilgit-Baltistán. El área de la zona es de 13.297 km², y la población es de 3.965.999 personas (estimación de 2006). La capital es Muzaffarabad. 

Distritos de Cachemira Azad antes de la creación de los distritos Hattian y Haveli en 2009.

Ubicación de Cachemira Azad en el resto de Cachemira.

La constitución interina de 1974 de Cachemira Azad expresa:

CONSIDERANDO que el futuro estatuto del Estado de Jammu y Cachemira aún no se ha determinado de acuerdo con la voluntad libremente expresada de los pueblos del Estado a través del método democrático de un plebiscito libre e imparcial bajo los auspicios de las Naciones Unidas conforme a lo previsto en el resoluciones UNCIP aprobadas de vez en cuando;
 Y que una parte de los territorios del Estado de Jammu y Cachemira ya liberado por el pueblo se conocen por el momento, como Azad Jammu y Cachemira;

## Subdivisiones
Cachemira Azad es un estado autónomo bajo control pakistaní. Tienen su propio presidente, primer ministro, legisladores, tribunal supremo, y bandera oficial. El estado se divide en tres partes, que a su vez, se subdividen en diez distritos administrativos y estos en un total de 30 subdivisiones.
| División     | Distrito administrativo | Área (km²) | Población (1998) | Capital        | Subdivisiones                                             |
| ------------ | ----------------------- | ---------- | ---------------- | -------------- | --------------------------------------------------------- |
| Mirpur       | Bhimber                 | 1516       | 301 633          | Bhimber        | Bhimber, Smahni, Bernala                                  |
|              | Kotli                   | 1 862      | 563 094          | Kotli          | Kotli, Khoiratta, Fath-e-Pur (Thakyalla), Charhoi, Sehnsa |
|              | Mirpur                  | 1 010      | 333 482          | Mirpur         | Mirpur, Dadyal                                            |
| Muzaffarabad | Muzaffarabad            | 2 496      | 638 973          | Muzaffarabad   | Muzaffarabad, Naseer Abad (Paticka)                       |
|              | Neelum                  | 3.621      | 106.778          | Athmuqam       | Athmaqam, Sharda                                          |
|              | Hattian                 | 854        |                  | Hattian Bala   | Hattian Balla, Chikar, Leepa                              |
| Rawalakot    | Bagh                    | 1368       | 393 415          | Bagh           | Bagh, Dheer Kot, Hari Gehl                                |
|              | Poonch (o Rawalakot)    | 855        | 411 035          | Rawalakot      | Rawalakot, Thorar, Hajjira, Abaspur                       |
|              | Sudhnoti                | 569        | 334 091          | Pallandari     | Pallandri, Mong, TrarKhel, Baluch                         |
|              | Haveli (o Kahuta)       | 514        |                  | Forward Kahuta | Haveli (Kahutta), Khurshid Abad                           |
| Total        | 10 distritos            | 13 297     | 2 972 501        | Muzaffarabad   | 30 subdivisiones                                          |

## Símbolos
| Animal      | Ave                 | Árbol            | Flor       | Deporte |
| ----------- | ------------------- | ---------------- | ---------- | ------- |
| Ciervo rojo | Faisán del Himalaya | Plátano oriental | Rododendro | Polo    |
|             |                     |                  |            |         |